# Rososz (powiat grójecki)
Rososz – wieś sołecka w Polsce położona w województwie mazowieckim, w powiecie grójeckim, w gminie Chynów.
| SIMC    | Nazwa     | Rodzaj    |
| ------- | --------- | --------- |
| 1055032 | Palestyna | część wsi |

Wieś szlachecka Rososa Maior położona była w drugiej połowie XVI wieku w powiecie czerskim  ziemi czerskiej województwa mazowieckiego. 
W XV - wieś szlachecka - właściciel Mikołaj Gemza.
1512 - właścicielem jest Staniszewski.
W połowie XIX wieku wieś wchodziła w skład majątku Żelazna. W tym okresie właścicielem majątku był Jan Wincenty Brandtkie, profesor Uniwersytetu Warszawskiego.
1929 - właścicielem majątku ziemskiego o pow. 213 ha był Tadeusz Niementowski.
W okresie rozbiorów należała do Gminy Czersk, po II wojnie światowej była siedzibą GRN,
obecnie w granicach Gminy Chynów.
We wsi znajduje się kościół katolicki - siedziba nowo powstałej parafii Rososz, należącej do dekanatu czerskiego, archidiecezji warszawskiej.
W latach 1952–1954 miejscowość była siedzibą gminy Rososz.
W latach 1975–1998 miejscowość należała administracyjnie do województwa radomskiego.